# Heliografía

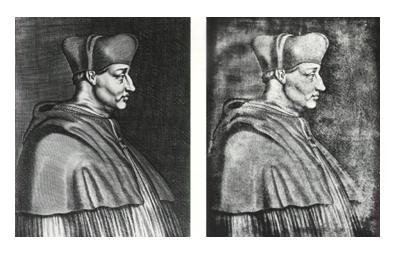
Comparación entre el grabado del Retrato de Georges d´ Ambrois de 1650 (izquierda) y la heliografía hecha por Niépce en 1826 (derecha).

La heliografía (o método heliográfico) es un proceso fotográfico desarrollado hacia la década de 1820 por el inventor francés Joseph Nicéphore Niépce (1765 - 1833). Fue con esa técnica que Niépce realizó la primera imagen fotográfica producida con cámara oscura que se conserva en la actualidad. Esa imagen es la vista desde la ventana en Gras, su finca en Saint-Loup-de-Varennes, Francia. Fue realizada en una chapa de estaño usando como recurso el endurecimiento del betún de Judea cuando es expuesto a la luz. La vista desde la ventana en Gras fue adquirida por el Centro Harry Ransomen 1963 como parte de la Colección Gernsheim.

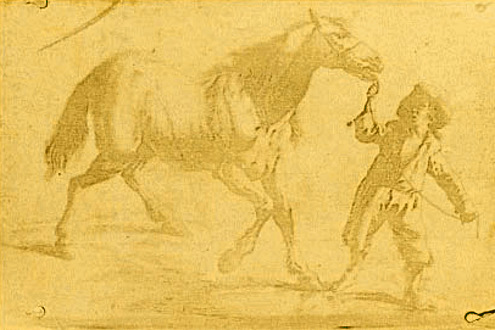
Primera copia de un grabado del realizada por Niépce en 1825, con el procedimiento de la heliografía.

Heliografía proviene de helio (del griego: ἥλιος [hḗlios] "Sol") y de grafía (del griego γράφειν  [graphein], "escribir").  La expresión en francés usada por Niépce fue Héliographie. Un término similar en francés, héliogravure, se usa actualmente para designar otro proceso fotográfico del siglo XIX identificado como Talbot-Klíč por haber sido desarrollado por el inglés William Henry Fox Talbot hacia 1852 y perfeccionado por el checo Karel Václav Klíč hacia 1879 permitiendo realizar, con gelatina sensibilizada con dicromato de potasio, una matriz de cobre para ser entintada como huecograbado e impresa en un tórculo. Actualmente, en español suelen usarse frecuentemente las palabras Heliograbado y Fotograbado para designar el proceso Talbot-Klíč.         

## Invención
Nicéphore Niépce comenzó sus experimentos en 1811 con el fin de lograr una técnica de grabado fotográfico. Sabía que el betún de Judea, resistente a los ácidos y utilizado en el grabado, se endurecía con la exposición a la luz. En sus experimentos, Niépce recubría superficies como  placas de vidrio, piedra caliza (usada en litografía) o  diversos metales con un barniz con betún de Judea y aceite de lavanda.
Hacia 1822-1823 consiguió realizar lo que se denomina hoy como copia por contacto. Según se informa en Maison Nicéphore Niépce el proceso constaba de las siguientes etapas: 
- Realización de un barniz con betún de Judea en polvo y esencia de lavanda.
- Colocación de una capa fina de esa solución sobre el soporte (vidrio, piedra, cobre, estaño, plata).
- Secado del barniz con calor.
- Barnizado o encerado del reverso de un grabado para volver el papel translúcido y secado del mismo.
- Colocación de ese grabado directamente en contacto sobre la superficie recubierta el barniz con betún de Judea.
- Exposición del conjunto a pleno sol.
- Lavado del soporte en esencia de lavanda diluida en aceite de petróleo blanco. De esta forma el betún bajo el trazo de la tinta que no había recibido luz se disolvía dejando el metal al descubierto. Los sectores que habían recibido luz a través del papel translúcido tenían betún insoluble que permanecía sobre el soporte después del lavado.
- La imagen en betún resultaba una versión del dibujo en negativo ya que el soporte era más claro que las áreas cubiertas con betún.

Usando una chapa de metal en este proceso, las zonas de sombras no recubiertas por betún podrían ser tratadas por medio de un grabado al ácido.  

Heliografía realizada con bitumen en chapa de estaño de 16,2cmx20,2cm (sin grabar) con vista desde la ventana en Le Gras. Joseph Nicephore Niépce, 1827. Colección del Harry Ransom Center, University of Texas at Austin.

En 1824, Niépce obtiene la imagen (que no se conserva en la actualidad) de un paisaje colocando piedras litográficas recubiertas de betún en el fondo de una cámara obscura. Luego sustituyó sus pruebas con piedras por el uso de chapas metálicas. Una carta a su hermano fechada el 16 de setiembre de 1824 con la descripción del proceso se considera una fuerte evidencia de estos primeros resultados fotográficos. La primera imagen con cámara oscura que se preserva en al actualidad es la Vista desde la ventana en Le Gras (1827) siendo una heliografía al betún sobre chapa de estaño no grabada. Chapas heliográficas como ésta podrían grabarse usando el propio betún para proteger el metal del mordiente, para luego entintarse como matriz de grabado calcográfico.   
En la obra de Niépce se distinguen entre las reproducciones de grabados ya existentes y las imágenes captadas directamente del natural por la cámara, a las que llamaba «puntos de vista». El museo Maison Nicéphore Niépce cuenta con un catálogo de su obra incluyendo muchas no conservadas en la actualidad. Entre sus trabajos se encuentran diferentes tipos de objetos generados: chapas metálicas con imágenes generadas por la solidificación del betún, impresiones de aguafuertes realizadas como reproducción de dibujos por contacto, impresiones de chapas heliográficas grabadas y realizadas a partir de tomas con cámara oscura. 

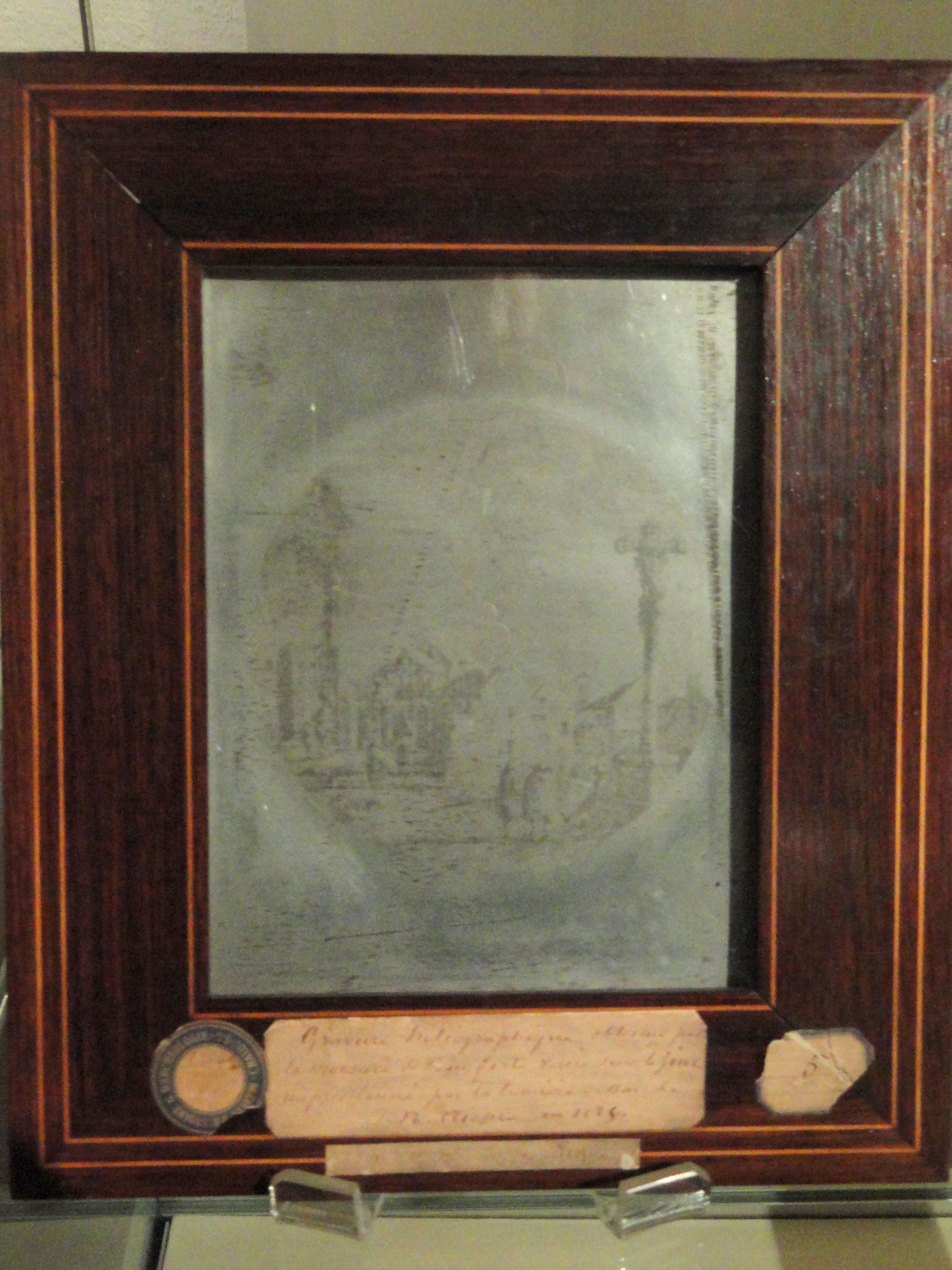
Paysage avec figures. Heliografía en zinc,1825, Nicéphore Niépce. Exhibida en el Museo Nicéphore Niépce, France.

En noviembre de 1829 Niépce preparó un avance de sus experimentos titulado "Sobre la Heliografía, o un método de fijar automáticamente por la acción de la luz la imagen formada en la cámara oscura". En ese texto esboza su intención de utilizar su método «Heliográfico» como medio para hacer matrices litográficas, calcográficas o en relieve para ser impresas con tinta.

## Asociación con Daguerre
En 1829 Niépce realiza un contrato de asociación con Daguerre, para el desarrollo y comercialización del invento.
El proceso estuvo vigente durante algún tiempo y se conoce la introducción en España en 1840 a cargo de Francisco de Leygonier y Haubert.